# Wolimierz (przystanek kolejowy)
Wolimierz − zamknięty w 1987 i zlikwidowany w 1991 przystanek osobowy w Wolimierzu, w Polsce. Został on otwarty w dniu 1 listopada 1904 roku razem z linią kolejową z Mirska do Jindřichovic pod Smrkem.

## Położenie
Przystanek był położony we wsi Wolimierz, poza zwartą linią zabudowy. Administracyjnie znajdował się on w województwie dolnośląskim, w powiecie lubańskim, w gminie Leśna.
Przystanek osobowy był położony na wysokości 400 m n.p.m.

## Historia
Powstanie przystanku miało związek z budową przedłużenia linii z Mirska do granicy z Czechami, do Jindřichovic pod Smrkem. Linię tę wraz z przystankiem otwarto 1 listopada 1904.
Po II wojnie światowej cała infrastruktura przeszła w zarząd Polskich Kolei Państwowych. W 1945 na odcinku Mirsk – Pobiedna zawieszono połączenia pasażerskie, a na trasie Pobiedna – granica państwa linię zlikwidowano. Połączenie w stronę Pobiednej zostało na mocy zarządzenia z 30 kwietnia 1987 zawieszone 1 lipca tegoż roku.

## Linie kolejowe
Wolimierz był 24. posterunkiem ruchu na dawnej linii kolejowej nr 284 Legnica – Pobiedna (85,134 km).

## Infrastruktura
Na przystanku pierwotnie znajdował się nieduży budynek dworca i peron.